# Список министров труда и социальных дел Чехословакии
Это список министров труда и социальных дел Чехословакии, который содержит хронологический список всех членов правительства Чехословакии, работающих в этой должности (в том числе исполняющий обязанности министров в правительствах Чехословакии с официальным названием должности, как министр труда и социальных дел, министр труда и министр социального обеспечения).

## Министры социального обеспечения первой Чехословацкой Республики 1918—1938
| #  | Имя              | Годы жизни                        | Партия                                                        | Правительства                                             | Период в должности                  | Примечания |
| -- | ---------------- | --------------------------------- | ------------------------------------------------------------- | --------------------------------------------------------- | ----------------------------------- | ---------- |
| 1  | Лев Винтер       | 23 января 1876 — 29 августа 1935  | Чехословацкая социал-демократическая рабочая партия           | Карела Крамаржа 1. Властимила Тусара 2. Властимила Тусара | 14 ноября 1918 — 15 сентября 1920   |            |
| 2  | Йосеф Грубер     | 3 ноября 1865 — 2 мая 1925        | беспартийный                                                  | 1. Яна Чернего                                            | 15 сентября 1920 — 26 сентября 1921 |            |
| 3  | Густав Габрман   | 26 января 1864 — 22 марта 1932    | Чехословацкая социал-демократическая рабочая партия           | Эдварда Бенеша 1. Антонина Швеглы                         | 26 сентября 1921 — 28 марта 1925    |            |
| 4  | Лев Винтер       | 23 января 1876 — 29 августа 1935  | Чехословацкая социал-демократическая рабочая партия           | 1. Антонина Швеглы 2. Антонина Швеглы                     | 28 марта 1925 — 18 марта 1926       |            |
| 5  | Йосеф Шайцл      | 30 апреля 1876 — 10 марта 1970    | беспартийный                                                  | 2. Яна Чернего                                            | 18 марта 1926 — 12 октября 1926     |            |
| 6  | Ян Шрамек        | 11 августа 1870 — 22 апреля 1956  | Чехословацкая народная партия                                 | 3. Антонина Швеглы 1. Франтишека Удржала                  | 12 октября 1926 — 7 декабря 1929    |            |
| 7  | Людвиг Чех       | 14 февраля 1870 — 20 августа 1942 | Немецкая социал-демократическая рабочая партия в Чехословакии | 2. Франтишека Удржала 1. Яна Малипетра                    | 7 декабря 1929 — 14 февраля 1934    |            |
| 8  | Альфред Мейсснер | 10 апреля 1871 — 29 сентября 1950 | Чехословацкая социал-демократическая рабочая партия           | 2. Яна Малипетра                                          | 14 февраля 1934 — 4 июня 1935       |            |
| 9  | Яромир Нечас     | 17 ноября 1888 — 30 января 1945   | Чехословацкая социал-демократическая рабочая партия           | 3. Яна Малипетра                                          | 4 июня 1935 — 5 ноября 1935         |            |
| 10 | Альфред Мейсснер | 10 апреля 1871 — 29 сентября 1950 | Чехословацкая социал-демократическая рабочая партия           | 1. Милана Годжы                                           | 5 ноября 1935 — 18 декабря 1935     |            |
| 11 | Яромир Нечас     | 17 ноября 1888 — 30 января 1945   | Чехословацкая социал-демократическая рабочая партия           | 2. Милана Годжы 3. Милана Годжы                           | 18 декабря 1935 — 22 сентября 1938  |            |
| 12 | Бедржих Горак    | 4 сентября 1884 — ???             | беспартийный                                                  | 1. Яна Сырового                                           | 22 сентября 1938 — 4 октября 1938   |            |

## Министры социального обеспечения второй Чехословацкой Республики 1938—1939
| # | Имя               | Годы жизни                    | Партия                                         | Правительства      | Период в должности              | Примечания |
| - | ----------------- | ----------------------------- | ---------------------------------------------- | ------------------ | ------------------------------- | --- |
| 1 | Петр Зенкл        | 13 июня 1884 — 3 ноября 1975  | Чехословацкая национал-социалистическая партия | 2. Яна Сырового    | 4 октября 1938 — 1 декабря 1938 | |
| 2 | Владислав Клумпар | 9 августа 1893 — 27 июня 1979 | беспартийный                                   | 1. Рудольфа Берана | 1 декабря 1938 — 15 марта 1939  | Министр социального обеспечения и управления здравоохранения (слияние существующих министерств социального обеспечения и здравоохранения). |

## Министр социального обеспечения и управления здравоохранения Протектората Богемии и Моравии
| # | Имя               | Годы жизни                    | Партия       | Правительства                    | Период в должности             | Примечания                                                                          |
| - | ----------------- | ----------------------------- | ------------ | -------------------------------- | ------------------------------ | ----------------------------------------------------------------------------------- |
| 1 | Владислав Клумпар | 9 августа 1893 — 27 июня 1979 | беспартийный | 2. Рудольфа Берана Алоиса Элиаша | 16 марта 1939 — 19 января 1942 | Министр социального обеспечения и управления здравоохранения. Должность упразднена. |

## Министры социального обеспечения Чехословацкого правительства в изгнании
| # | Имя             | Годы жизни                      | Партия                    | Правительства  | Период в должности             | Примечания |
| - | --------------- | ------------------------------- | ------------------------- | -------------- | ------------------------------ | ---------- |
| 1 | Франтишек Немец | 20 мая 1898 — 19 марта 1963     | Национальная партия труда | 1. Яна Шрамека | 21 июля 1940 — 12 ноября 1942  |            |
| 2 | Ян Бечко        | 16 ноября 1889 — 14 апреля 1972 | Национальная партия труда | 2. Яна Шрамека | 12 ноября 1942 — 5 апреля 1945 |            |

## Министры труда и социальных дел послевоенной Чехословакии
| # | Имя             | Годы жизни                       | Партия                                      | Правительства                               | Период в должности                 | Примечания                                      |
| - | --------------- | -------------------------------- | ------------------------------------------- | ------------------------------------------- | ---------------------------------- | ----------------------------------------------- |
| 1 | Йозеф Шолтещ    | 1 мая 1909 — 19 марта 1977       | Коммунистическая партия Словакии            | 1. Зденека Фирлингера 2. Зденека Фирлингера | 4 апреля 1945 — 2 июля 1946        | Министр охраны труда и социального обеспечения  |
| 2 | Зденек Неедлы   | 10 февраля 1878 — 9 марта 1962   | Коммунистическая партия Чехословакии        | 1. Клемента Готтвальда                      | 2 июля 1946 — 25 февраля 1948      | Министр охраны труда и социального обеспечения. |
| 3 | Евжен Эрбан     | 18 июня 1912 — 26 июля 1994      | Чехословацкая социал-демократическая партия | 2. Клемента Готтвальда Антонина Запотоцкого | 25 февраля 1948 — 8 сентября 1951  | Министр социального обеспечения.                |
| 4 | Ярослав Гавелка | 19 февраля 1917 — ???            | Коммунистическая партия Чехословакии        | Антонина Запотоцкого 1. Вильяма Широкого    | 8 сентября 1951 — 14 сентября 1953 | Министр труда.                                  |
| 5 | Вацлав Носек    | 26 февраля 1892 — 22 июля 1955   | Коммунистическая партия Чехословакии        | 1. Вильяма Широкого 2. Вильяма Широкого     | 14 сентября 1953 — 22 июля 1955    | Министр труда.                                  |
| 6 | Йосеф Тесла     | 22 февраля 1905 — 29 апреля 1963 | Коммунистическая партия Чехословакии        | 2. Вильяма Широкого                         | 22 июля 1955 — 31 июля 1957        | Министр труда. Портфель отменён.                |
| 7 | Михал Штанцель  | 10 января 1928 — 10 февраля 1989 | Коммунистическая партия Словакии            | 1. Олдржиха Черника                         | 30 апреля 1968 — 31 декабря 1968   | Министр труда и социальных дел.                 |

## Федеральные министры труда и социальных дел Чехословакии
| # | Имя            | Годы жизни                       | Партия                               | Правительства | Период в должности               | Примечания                              |
| - | -------------- | -------------------------------- | ------------------------------------ | --- | -------------------------------- | --------------------------------------- |
| 1 | Михал Штанцель | 10 января 1928 — 10 февраля 1989 | Коммунистическая партия Словакии     | 2. Олдржиха Черника 3. Олдржиха Черника 1. Любомира Штроугала 2. Любомира Штроугала 3. Любомира Штроугала 4. Любомира Штроугала | 1 января 1969 — 20 июня 1983     |                                         |
| 2 | Мирослав Бодя  | 10 февраля 1927 — 24 ноября 2010 | Коммунистическая партия Словакии     | 4. Любомира Штроугала 5. Любомира Штроугала 6. Любомира Штроугала Ладислава Адамеца                                             | 20 июня 1983 — 3 декабря 1989    |                                         |
| 3 | Альфред Шебек  | род. 15 августа 1940             | Коммунистическая партия Чехословакии | 1. Мариана Чалфы | 3 декабря 1989 — 10 декабря 1989 |                                         |
| 4 | Петр Миллер    | род. 7 июля 1941                 | Гражданский форум                    | 2. Мариана Чалфы 3. Мариана Чалфы                                                                                               | 10 декабря 1989 — 2 июля 1992    |                                         |
| 5 | Мирослав Мацек | род. 7 декабря 1944              | Гражданская демократическая партия   | Яна Страского | 2 июля 1992 — 29 октября 1992    | Министр поверенный в делах министерства |

## Источник
- Historie minulých vlád